# Muzyka rumuńska
Muzyka rumuńska – podobnie jak w muzyce węgierskiej duży wpływ na kształt rumuńskiej muzyki ludowej mają kapele cygańskie. Instrumentarium tych kapel, nazywanych taraf, opiera się na skrzypcach, cymbałach i kontrabasie. 

## Instrumenty charakterystyczne dla muzyki rumuńskiej
- skrzypce
- skrzypce Stroha
- cymbały
- kontrabas

## Wybrani wykonawcy muzyki rumuńskiej
- Taraf de Haïdouks
- Gheorghe Zamfir
- Fanfare Ciocărlia

## Festiwal muzyczny
- Peninsula / Félsziget Festival